# مجتمع التوليد وأمراض النساء في كندا
جمعية أطباء التوليد وأمراض النساء في كندا (بالإنجليزية: Society of Obstetricians and Gynaecologists of Canada واختصارها SOGC) هي جمعية طبية وطنية في كندا، تمثل أكثر من 3,000 طبيب في قسم التوليد والنسائيات وأطباء الأسرة والممرضات والقابلات والأخصائيين الصحيين المتحالفين في مجال الصحة الإنجابية الجنسية. ومنذ تأسيسها في عام 1944م، عزز المجتمع التميز في ممارسة التوليد وعمل على النهوض بصحة المرأة من خلال القيادة والدعوة والتعاون والتوعية والتعليم.

## مبادئ الجمعية
تتمثل مهمة جمعية أطباء التوليد وأمراض النساء في كندا في تعزيز التميز في ممارسة التوليد وأمراض النساء والنهوض بصحة المرأة من خلال القيادة والدعوة والتعاون والتوعية والتعليم.
المعتقدات والمبادئ الأساسية في SOGC هي:
- ينبغي أن تتاح للنساء فرص متساوية للحصول على الرعاية الصحية المثلى والشاملة المقدمة بنزاهة وتعاطف.
- ينبغي أن تحصل المرأة على المعلومات التي تحتاجها لاتخاذ خيارات بشأن صحتها.
- لأعضاء الجمعية الحق في الممارسة في بيئة آمنة وداعمة.
- يجب أن تستند ممارسة التوليد وأمراض النساء على أفضل الأدلة العلمية المتاحة.
- تتحمل الجمعية مسؤولية تيسير التغيير فيما يتعلق بقضايا النظام الصحي التي تؤثر على ممارسة التوليد وأمراض النساء.
- تتحمل الجمعية مسؤولية الاستمرار في تعزيز سلامة المرضى في جميع نظم الرعاية الصحية.
- تقع على عاتق الجمعية مسؤولية أن تكون مرئية من خلال جهود الدعوة لدعم صحة المرأة على الصعيد العالمي.

## نشاط الجمعية
تم منح SOGC الاعتماد الكامل من قبل الكلية الملكية للأطباء والجراحين في كندا (RCPSC) باعتبارها مزود التطوير المهني المستمر للأطباء ومقدمي الرعاية الصحية في كندا. وتقدم الجمعية مجموعة من الأنشطة التعليمية المهنية بما في ذلك الاجتماع السريري السنوي، وبرامج التعليم الطبي المستمر المعتمدة من الكلية الملكية، وحدات التعلم الإلكتروني، وإدارة المخاطر التوليدية بكفاءة (MOREOB) برنامج سلامة المرضى.
وهي الهيئة الرائدة في مجال الرعاية الصحية الإنجابية، وتنتج مبادئ توجيهية سريرية وطنية للتعليم العام والطبي على حد سواء بشأن قضايا صحة المرأة الهامة، وتنشر المجلة الشهرية لأمراض النساء والتوليد في كندا (JOGC)، مجلة مراجعة الأقران في كندا لأمراض النساء والتوليد، وصحة المرأة.
ويسعى برنامج الصحة النسائية الدولي التابع ل SOGC، الذي يعمل بموجبه متطوعو SOGC مع رابطات OB/GYN الشريكة، إلى تحقيق عالم أفضل للمرأة من خلال نهج قائم على الحقوق. ويعزز برنامج الصحة الإنجابية والصحة الجنسية والإنجابية الجنسية، بما في ذلك الأمومة المأمونة وصحة المواليد. ومن خلال برنامج IWHP، تتعاون جمعية أطباء التوليد وأمراض النساء في كندا مع جمعيات التوليد وأمراض النساء في البلدان ذات الموارد المنخفضة لرفع مستوى القدرة التنظيمية للجمعية وتعزيز مهارات العاملين في مجال الرعاية الصحية حتى يتسنى لهم الاضطلاع بدور قيادي في تعزيز الصحة الجنسية والإنجابية.
وقد تم تقديم البرنامج الدولي ALARM (التقدم في العمل وإدارة المخاطر)، وهو أداة تدريبية مصممة للحد من وفيات الأمهات أو إصابات في البلدان النامية، في أكثر من 20 بلدا في جميع أنحاء العالم من قبل المتطوعين الأعضاء في جمعية أطباء التوليد وأمراض النساء في كندا.

## تاريخ الجمعية
تأسست جمعية أطباء التوليد وأمراض النساء في كندا في عام 1944 كرد على الحاجة إلى تعزيز تعليم الأطباء والبحوث والتميز في مجال الرعاية.وكان أعضاء مجلس تأسيسه، الذي كان ينظم من 1944 إلى 1945، هم:
الرئيس: ليون جيرين - لاجوي
الرئيس المنتخب: وليام أ. سكوت
نائب الرئيس: جون د. ماكوين
السكرتير: جيمس جودوين
أمين الصندوق: د. نيلسون هندرسون
أعضاء المجلس: آرثر ب. ناش وهيكتور سانش
وكان الدكتور ليون جيرين - لاجوي، أول رئيس لـ SOGC، الذي اقترح اسم «جمعية أطباء النساء والتوليد في كندا - Société des obstétriciens et gynécologues du Canada». كانت جيرين لاجوي واحدة من عدة ممثلين عن SOGC في الاتحاد الدولي للأمراض النسائية والتوليد FIGO المؤتمر العالمي الأول في عام 1954، إلى أن أصبح نائب رئيس فيغو في عام 1957، والرئيس في عام 1958.
وبدءا من أواخر الثمانينيات، وسعت SOGC تدريجيا هدفها لتشمل صحة المرأة الدولية، والدعوة، وصحة السكان الأصليين، والتعليم العام، وسلامة المرضى، والموارد البشرية في التوليد وأمراض النساء. وخلال هذه الفترة، بدأ المجتمع أيضا في قبول أعضاء المهن الطبية ذات الصلة، مثل التمريض والقبالة.

## وصلات خارجية
- Official SOGC website